# Josep Esteve i Seguí

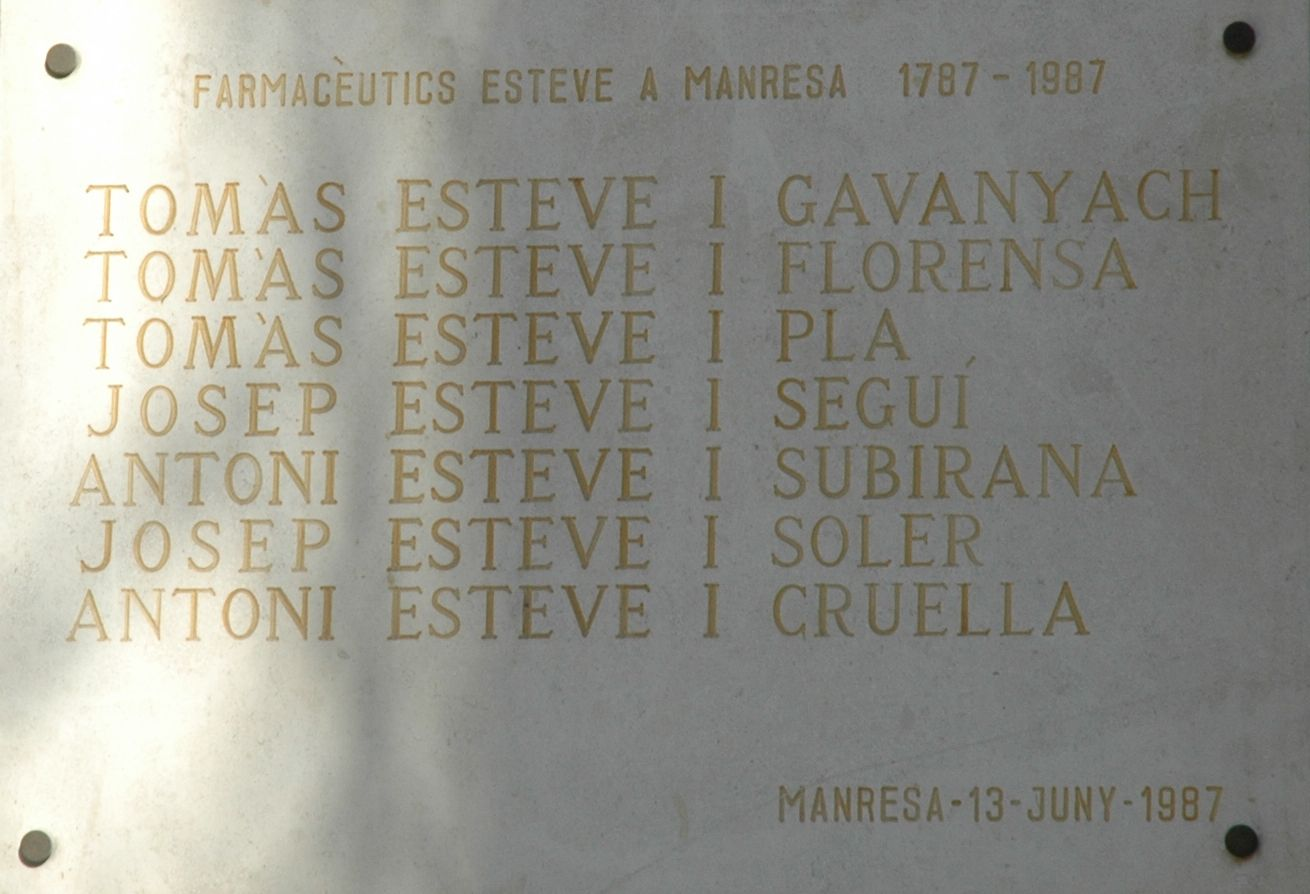
Placa en la Farmacia Esteve de Manresa

Josep Esteve i Seguí (Manresa, 7 de octubre de 1873-4 de octubre de 1927) fue un farmacéutico y escritor folclorista español.

## Biografía
Estudió la carrera mientras trabajaba en una farmacia de la calle de Avinyó de Barcelona. Terminó sus estudios en 1896 y en 1897 se puso al frente de la dirección de la farmacia familiar en Manresa.
Aunque murió muy joven, es una de las personalidades más importantes de la vida social y cultural de Manresa del primer tercio del siglo XX. La trastienda de la su farmacia, en la calle Nou de Manresa, era quizá el lugar con más inquietud intelectual de la ciudad, y allí se reunían personas de ideología diversa, desde la más confesional (el médico Oleguer Miró, el historiador Sarret y Arbós, el político Leonci Soler i March) hasta la más abierta socialmente, quizá el mismo Esteve y Seguí, o Pius Font i Quer. Y todo en un marco de personajes de gran catalanismo.
Fue colaborador, en Manresa, del Instituto de Estudios Catalanes. Fundador y primer presidente del Centre Excursionista de la Comarca de Bages (1905), dirigió el boletín de la entidad, donde publicó una interesante Paremiología de la comarca. Fue fundador y directivo del Orfeón Manresano (1901), del Esbart Manresà de Dansaires (1909) y del diario Bages-Ciutat.
Publicó artículos de geografía comarcal y de folclore en diversas publicaciones locales y de Barcelona. Tuvo una clara influencia en la formación y orientación de su hijo Antoni Esteve y Subirana. Murió de una angina de pecho el día 4 de octubre de 1927, pocos días antes de cumplir 56 años, "sin poder ver la llegada de la República", como evoca su hijo.